# Leo Sauer
Leo Sauer, né le 16 décembre 2005 à Bratislava en Slovaquie, est un footballeur slovaque qui joue au poste d'ailier gauche au Feyenoord Rotterdam.

## Biographie

### En club
Né à Bratislava en Slovaquie, Leo Sauer est formé par le club local du ŠK Slovan Bratislava, puis par le MŠK Žilina. Il s'y révèle comme l'un des joueurs les plus prometteurs du club mais, malgré la volonté du club de le garder, Sauer quitte le MŠK Žilina pour rejoindre les Pays-Bas et le centre de formation du Feyenoord Rotterdam en 2022, sous la forme d'un prêt d'une saison.
Lors de la saison 2021-2022, Sauer joue avec les équipes de jeunes, mais il rejoint définitivement le Feyenoord Rotterdam en juillet 2023, s'engageant avec les rouges et blanc le 3 avril 2023,.
Lors de l'été 2023, Sauer est intégré au groupe professionnel par l'entraîneur Arne Slot pour les matchs de présaisons. Le jeune slovaque de 17 ans fait forte impression durant cette période, étant notamment l'auteur d'un doublé le 5 août contre FC Dordrecht en match amical, permettant à son équipe de s'imposer.
Sauer joue son premier match avec l'équipe première du Feyenoord le 20 août 2023, lors d'une rencontre d'Eredivisie, la première division néerlandaise, face au rival du Sparta Rotterdam. Entré en jeu à la place d'Alireza Jahanbakhsh, il se fait remarquer en marquant également son premier but pour le club, permettant par la même occasion à son équipe de faire match nul alors qu'elle était menée (2-2 score final),.
Le 19 septembre 2023, Sauer fait sa première apparition en Ligue des champions, à l'occasion d'un match de groupe face au Celtic FC. Il entre en jeu et son équipe l'emporte par deux buts à zéro.
Le 1er mars 2024, Leo Sauer prolonge son contrat avec le Feyenoord Rotterdam, étant alors lié au club jusqu'en juin 2028,.

### En sélection
Leo Sauer représente l'équipe de Slovaquie des moins de 17 ans entre 2021 et 2022. Au total il joue treize matchs avec cette sélection, et marque deux buts.
Sauer est retenu avec l'équipe de Slovaquie des moins de 20 ans, ainsi que son frère Mario, pour participer à la coupe du monde des moins de 20 ans en 2023. Titulaire lors de cette compétition organisée en Argentine, il prend part aux quatre matchs de son équipe, qui est éliminée en huitièmes de finale, battue par la Colombie (5-1 score final).
Le 7 septembre 2023, Leo Sauer joue son premier match avec l'équipe de Slovaquie espoirs face à la Tchéquie. Il est titulaire et son équipe s'incline par deux buts à zéro.
Le 7 juin 2024, il figure dans la liste des 26 joueurs slovaques retenus par Francesco Calzona pour participer à l'Euro 2024.

## Vie privée
Leo Sauer a un frère aîné également footballeur, Mário Sauer qui joue au Toulouse FC et avec lequel il est formé au MŠK Žilina. Il a également l'occasion de jouer à ses côtés en sélection.